# Carlo Salmaso
Carlo Salmaso (Ponte San Nicolò, 30 aprile 1940) è un ex rugbista a 15 italiano.

## Biografia
Militante nelle Fiamme Oro, in cui giocò 15 stagioni dal 1961 al 1976, si laureò con tale squadra campione d'Italia nel 1968.
A livello internazionale disputò vari incontri per l'Italia, di cui due test match (entrambi contro la Francia, il primo nel 1965 più altri con selezioni, squadre e rappresentative non internazionali per un totale di otto.
In serie A vanta 300 presenze totali e 92 mete segnate.

## Palmarès
- Campionati italiani: 1
Fiamme Oro: 1967-68
- Coppe Italia: 4
Fiamme Oro: 1967-68, 1968-69, 1970-71, 1971-72